# كيث موراي (مهندس معماري)
كيث موراي (بالإنجليزية: Keith Murray)‏ هو مهندس معماري نيوزيلندي، ولد في 5 يوليو 1892 في أوكلاند في نيوزيلندا، وتوفي في 1981.

## معرض صور

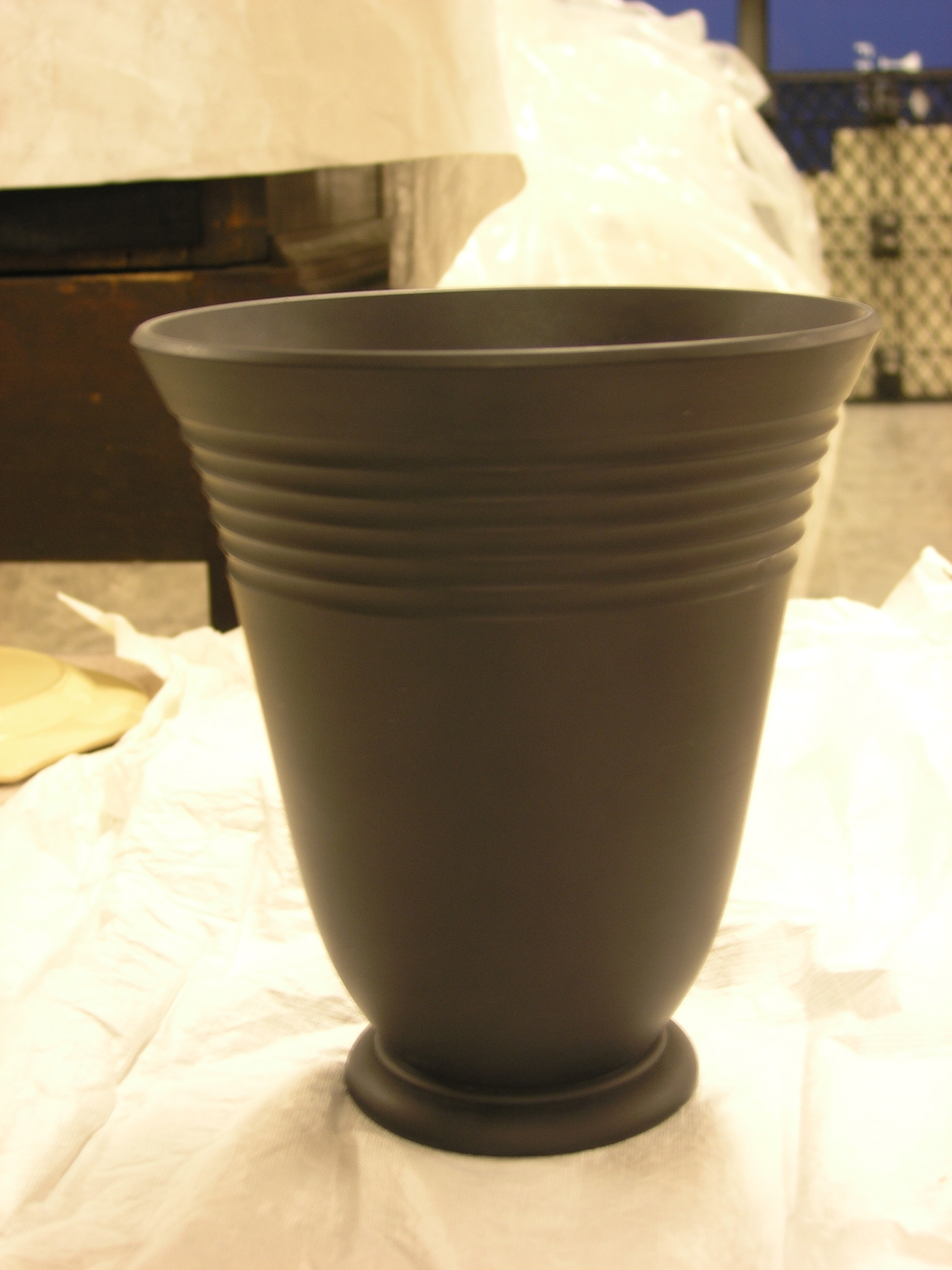
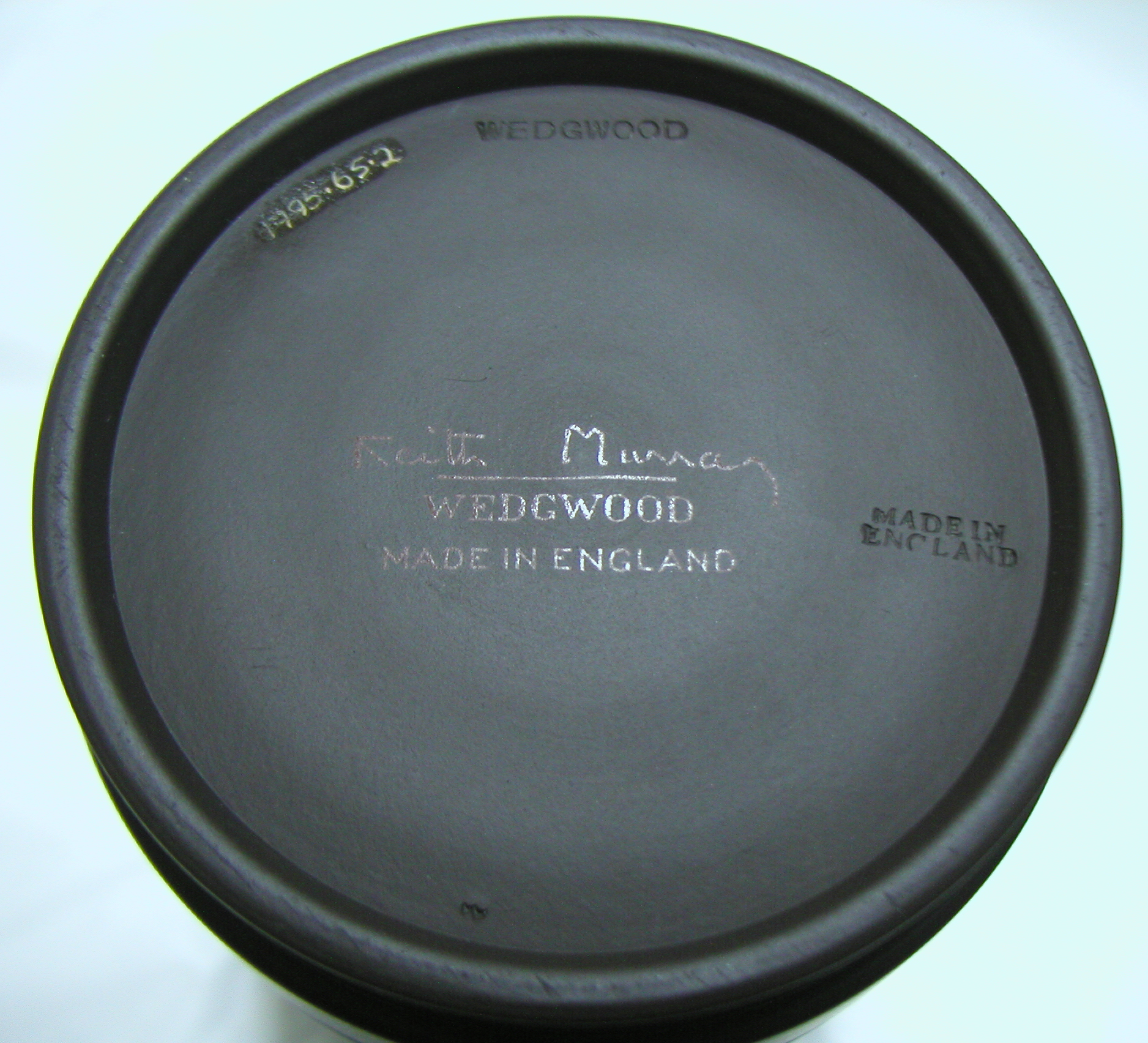
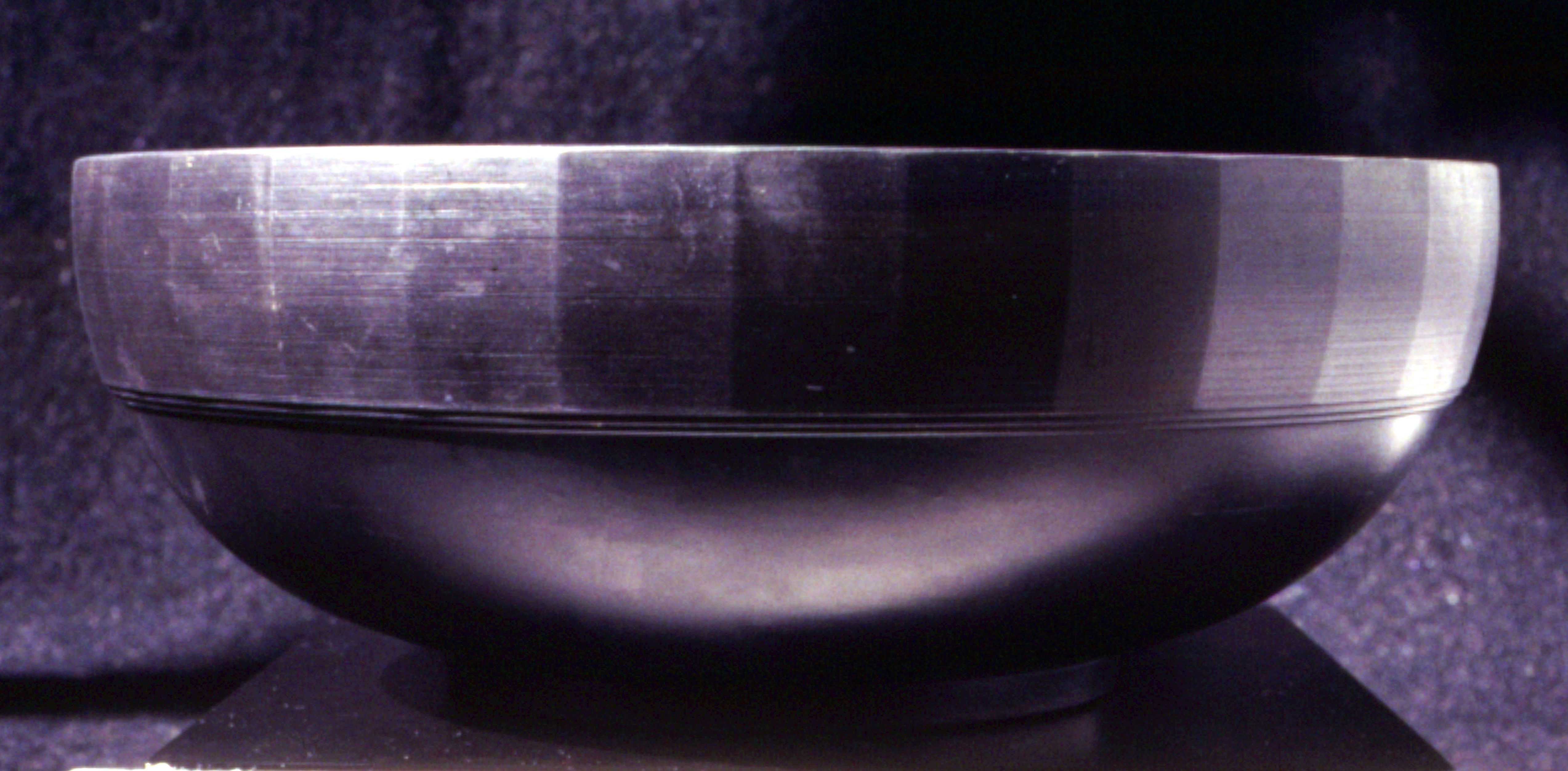
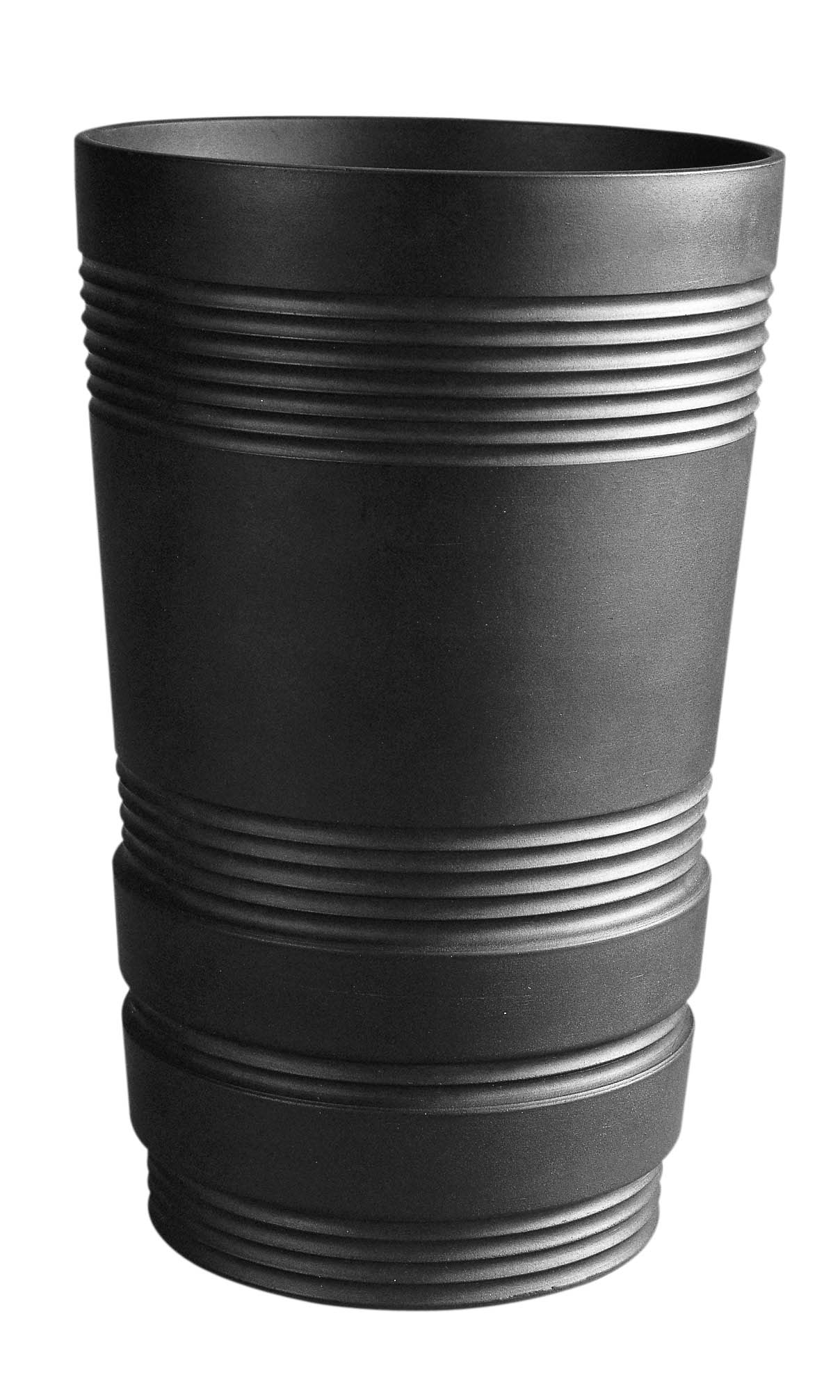